# Танцы в Таиланде

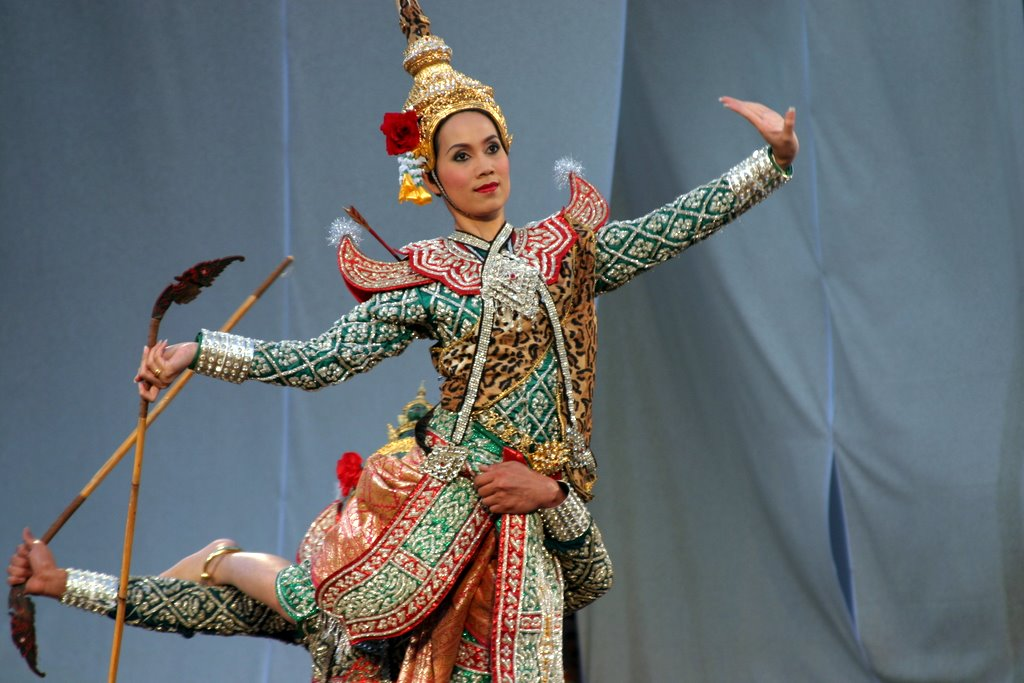
Тайские танцовщицы

Танцы в Таиланде (тайск. รำไทย) являются основным видом драматического искусства Таиланда. Тайский танец, как и многие другие формы традиционного Азиатского танца, можно разделить на две основные категории: классический танец и народный танец. В стране существуют региональные разновидности танцев.

## Обзор
Культура тайского танца была известна уже в ранних тайских государствах. В селениях тайцев ни один праздник не проходил без представлений с участием местных танцоров. В королевском дворце находился целый театр с актерами и танцорами, ежедневно развлекающими королевскую семью. Так танец «Хон» (тайск. โขน) традиционно исполнялся в королевском дворе людьми в масках в сопровождении рассказчиков и традиционным пипхатским ансамблем. Танцевальные традиции почти не изменилась к настоящему времени, в них используется та же техника что прежде. Учить танцоров начинали с детства. Несколько месяцев и им ставили правильную постановку пальцев рук, ног и др.
Тайцы особое внимание уделяется танцевальным костюмам. Шьют их из тайского шелка, расшивают разноцветными нитями. Головные уборы танцоров покрывали специальным составом с сусальным золотом и имитацией драгоценных камней.

## Танец Хон

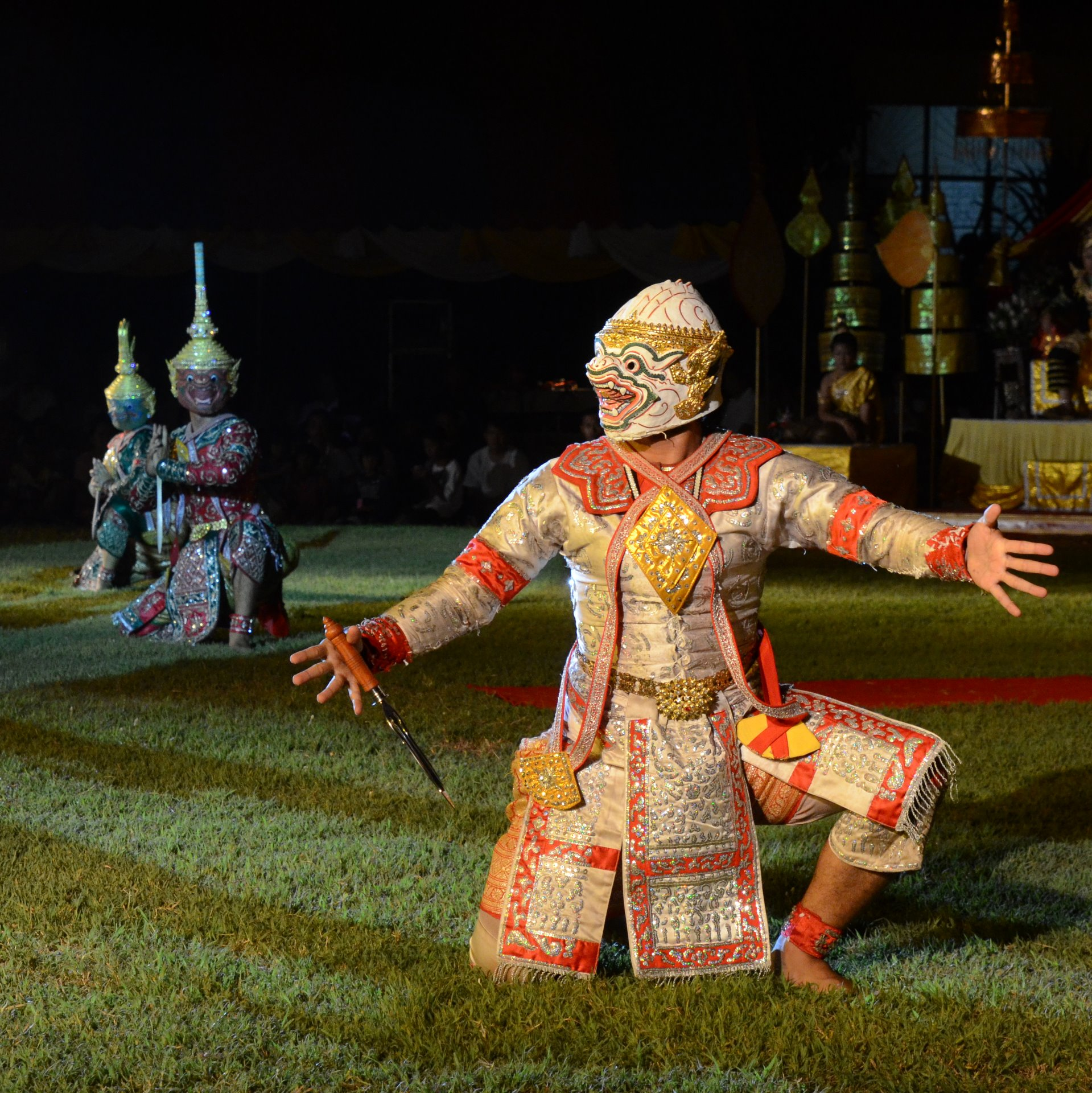
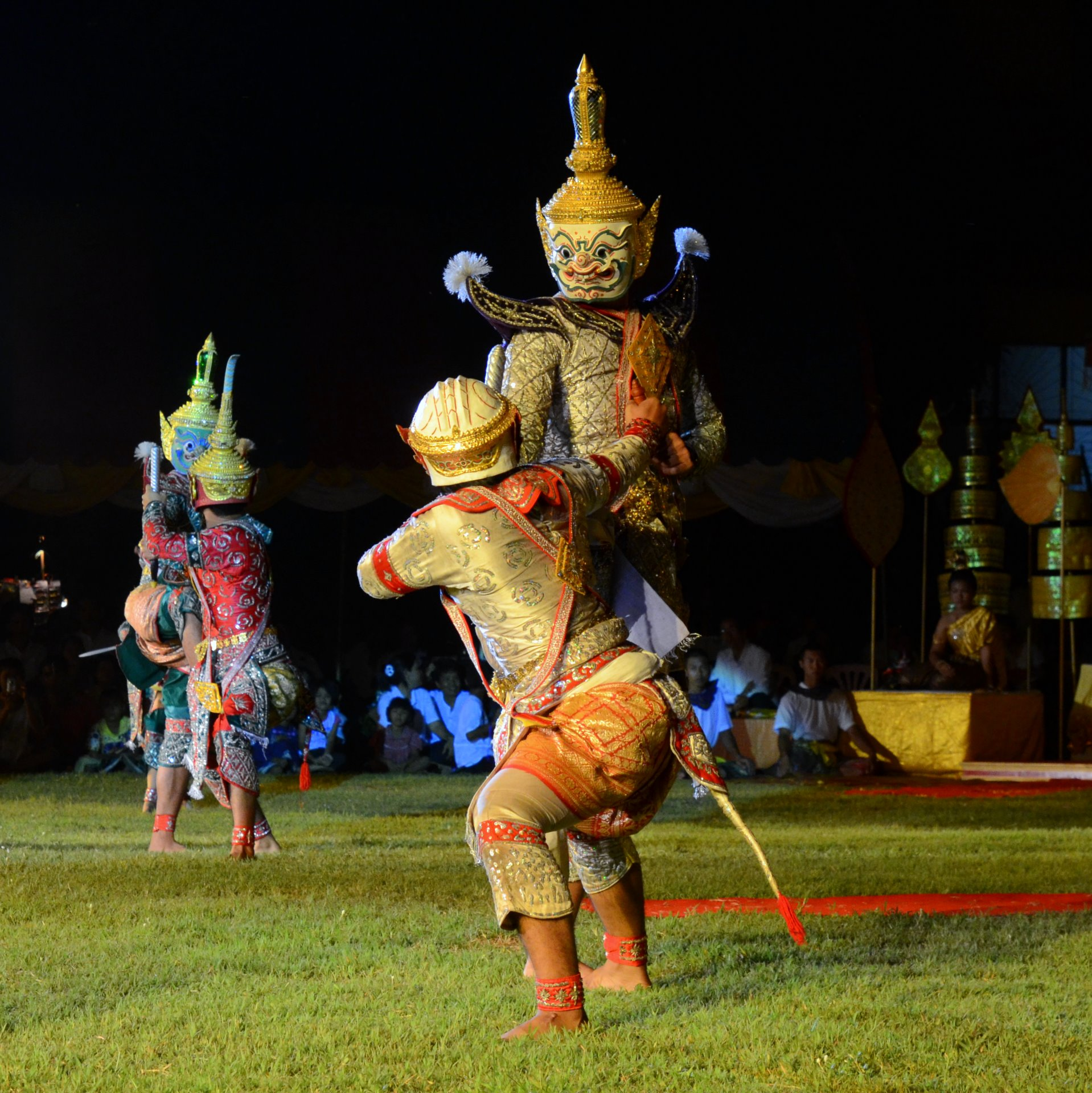
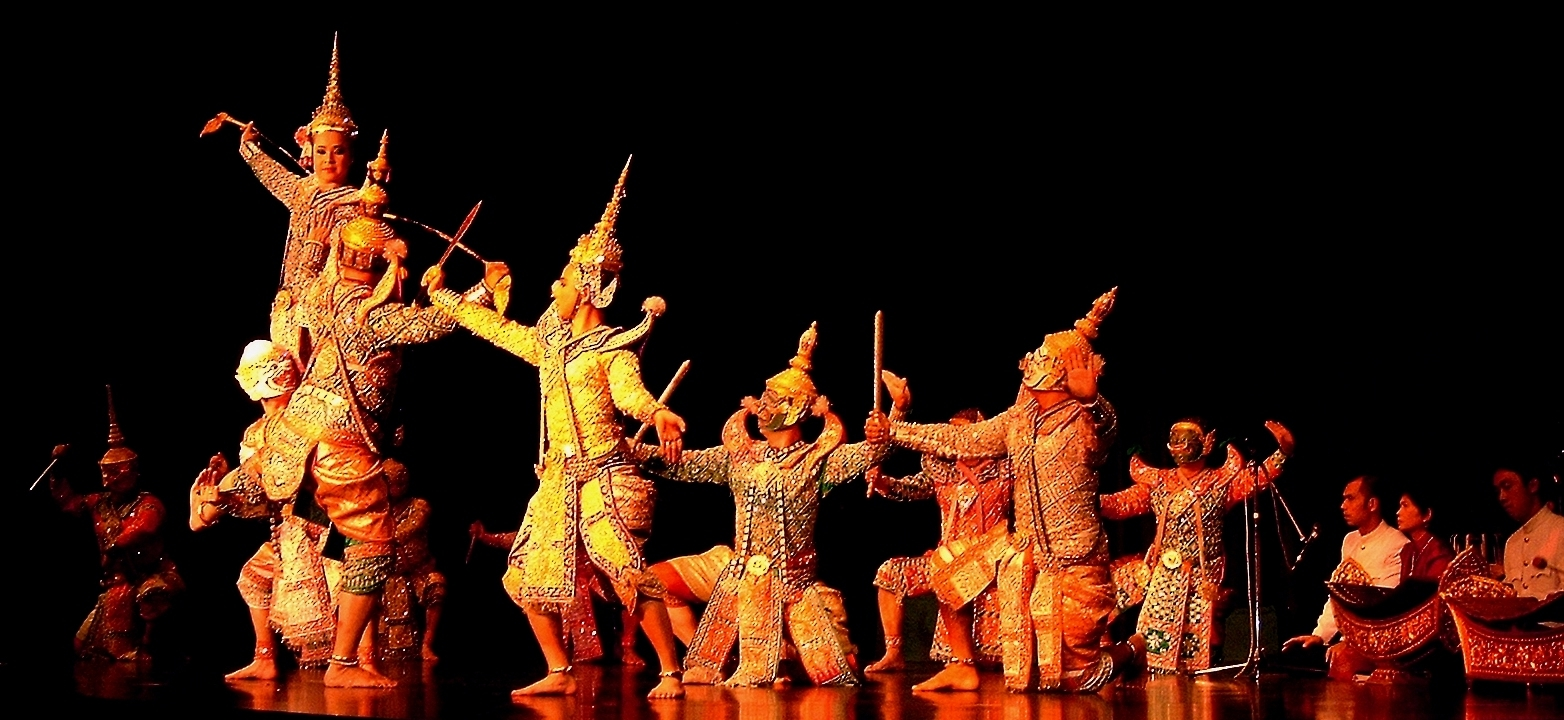
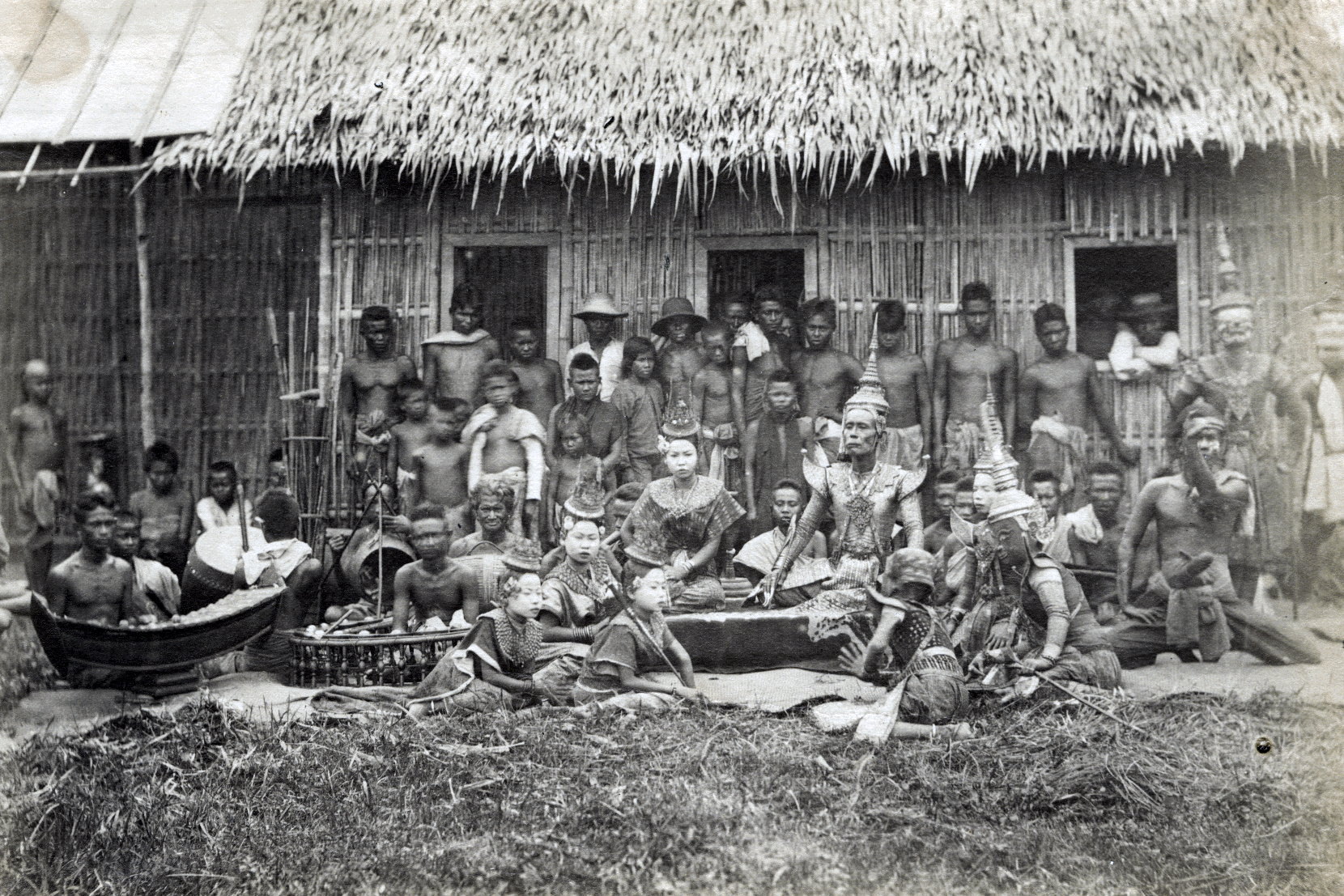

## История
Театр масок Кхон и другие классические сиамские танцы появились в королевстве Аюттхая. Кхон был древнейшим театральным жанром в стране. Вначале танец Кхон исполнялся только при королевском дворе. Труппа театра состояла только из мужчин. Мужчины исполняли также и женские роли. Существовала и женская версия Кхона — khon phu ying (тайск.:โขน ผู้หญิง). К настоящему времени в театре Кхон работают и женщины.
Во время представления актеры театра текст не произносят, его читают за сценой. Представление сопровождается игрой оркестра и пением певцов. Все жесты и движение актеров имеют символическое значение. На сцене играются отрывки из Рамакиен. Вначале труппа королевского театра Кхон выступала на открытом воздухе без декораций. Но к середине XIX века появились декорации, украшения сцены, а представления давались во дворце.
В 1687 году французский дипломат La Loubère записывал все, что видел в Сиамском королевстве. La Loubère описал в мельчайших подробностях и тайские представления. Современный тайский танец делят на две категории: классический танец и народный танец.

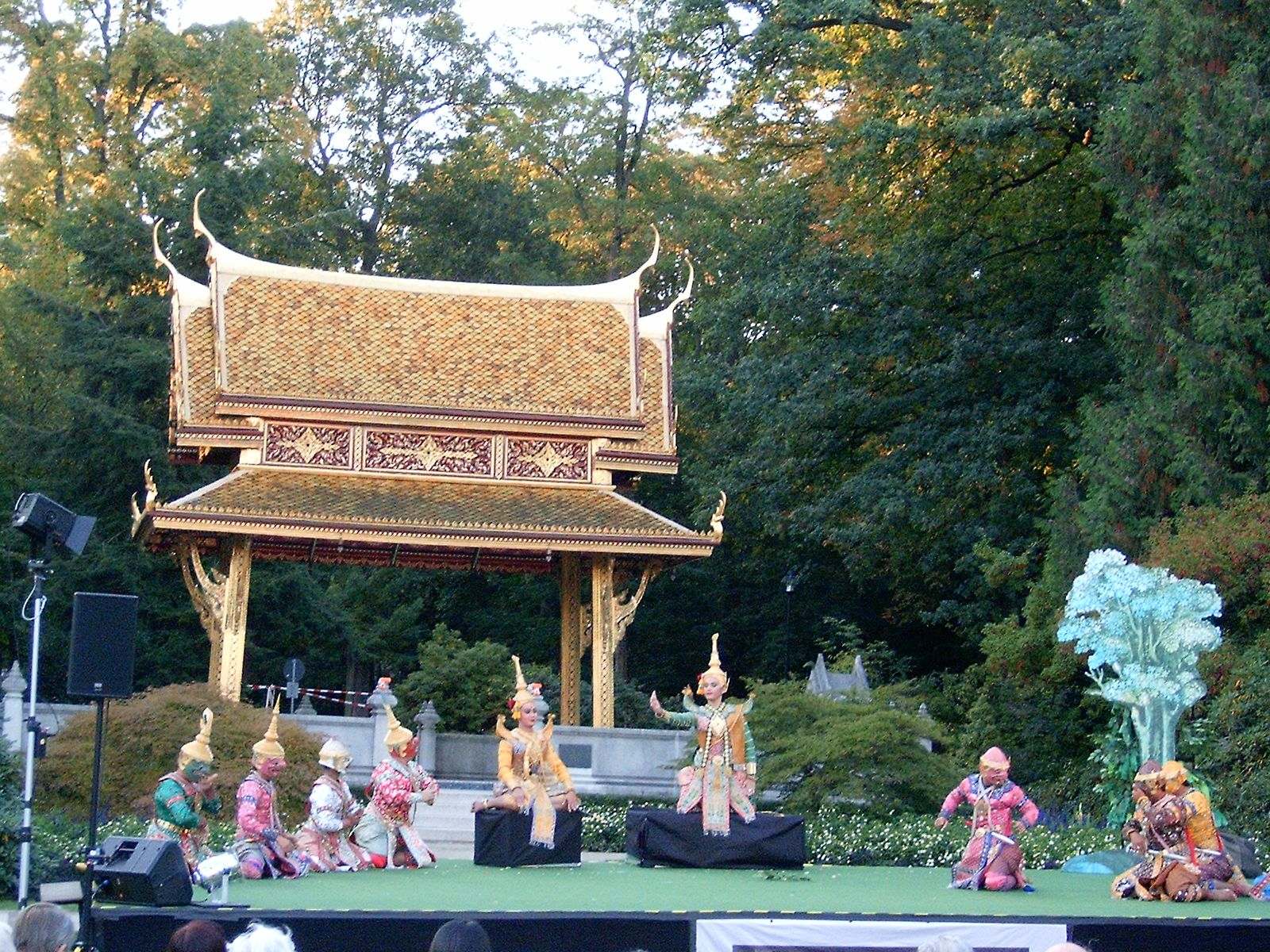
Исполнение танца Кхон. 2007

Современный тайский классический танец разделяется на кхон, лахон и фон.
- Кхон относится к стилизованной форме тайского танца. Его исполняют труппы молчащие танцоры. Текст читается декламаторами за сценой. Хореография следует традиционным формам. Большинство выступлений с танцем кхон показывают эпизоды из Рамакиен. Костюмы также традиционны, участники надевают цветные маски. Развитием театрального искусства Кхон в Таиланде занимается Национальный театр.
- Лахон имеет более широкий сюжетный спектр, включающий в себя народные сказки и истории Джатаки. Танец исполняется обычно женщинами в группах. Отдельные персонажи отсутствуют[5].

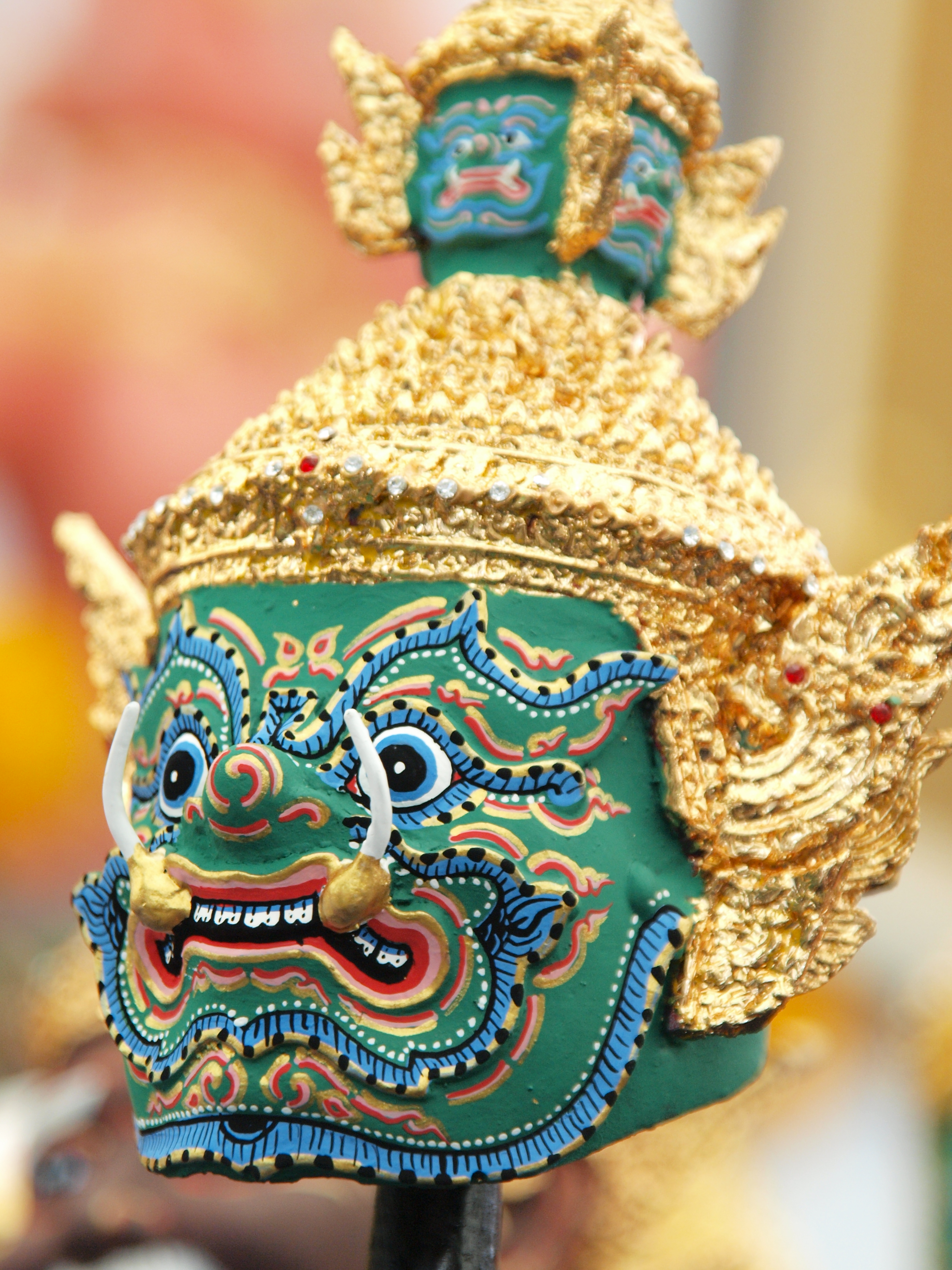
Традиционная маска театра Кхон

- Фон (тайск. ฟ้อน) являет собой форму народного танца в сопровождении народной музыки. Первый танец фон возник в северном регионе Таиланда. Он был разработан и преподавался Чжао Дарарасами из Чианг Мая С тех пор множество в Таиланде исполняется много разновидностей танца с региональными разновидностями в музыке и хореографии.

Тайский фон делится на три основные разновидности:
- Фон леп (танец для ногтей): северный тайский стиль танца. Каждый танцор носит шестидюймовые латунные ногти. Длинные ногти подчеркивают движение каждого пальца каждого танцора. Танцоры носят свои волосы с жёлтым цветком жасмина.
- Фонтан (танец свечи): в танце принимают участие восемь танцоров, каждый из которых несет свечи. Танцоры двигаются в парах, по одной паре с каждой стороны. Танец всегда исполняется ночью.

- Фон нгу (танец шарфа): танец, исполняется на веселых праздниках. Похож на фон леп, но быстрее и веселее. Каждая танцовщица носит жёлтый цветок тиары.

Тайский народный танец включает в себя танцевальные формы «likay», многочисленные региональные танцы, ритуальный танец «ram muay» и дань уважения учителю "wai khru ". Последние два танца часто исполняются перед всеми традиционными тайскими матчами. Танец «wai khru» является ежегодной церемонией, проводимой тайскими классическими танцевальными группами, чтобы почтить своих артистических предков. Первоначально актеры трупп, исполняющие танец «likay» были мужчинами, но в настоящее время мужчины и женщины танцуют вместе.
К популярным народным танцам относятся также:
- Рамвонг (тайск. รำวง) — танец с партнером по кругу.
- Рам Муай — ритуальный танец, исполняющийся перед матчами кикбоксинга в Юго-Восточной Азии.

Региональные танцы центральный Таиланда: «Шри-Нуан», «Барабанный танец», «Танец фермеров», «Битва с короткими и длинными палочками и мечами»; Северо-Восточного Таиланда: «Serng Kratip Khoa», «Serng Isan», «Serng Krapo»; Южного Таиланда: «Нора Туа Оон», «Ram taeng Kae», «Ram Nora Klong Hong» и др.
- Шри-Нуан — это типичный танец центральной части Таиланда. Его популярность объясняется его хореографией и музыкой, которая его сопровождает. Танец выражением стремление молодого человека к покорению девушек.
- Теут-teung  (барабанный танец) — исполняется на традиционных праздниках.
- Танец фермеров — современный танец, созданный Тайским министерством культуры.
- Битва с короткими и длинными палочками и мечами — танец, вдохновляемый тайскими видами борьбы, в которых использовались палки или мечи.
- Serng Kratip Khoa танец исполняется во время традиционных праздников. Как правило, слово «serng» добавляется к названию предмета, с которым танец исполняется. Так в танце Serng Kratip, танцоры используют рисовые корзины «kratip». В танце имитируются движения женщин, приносящим мужчинам, работающим в полях, еду.
- Serng Isan — народный танец, обычно выполняется на традиционных фестивалях.
- Rabam Srivichai — Rabam Sevichai — танец юга Таиланда, относится к так называемым «тайским археологическим танцам». Представляет королевство Шривиджай, буддийскую морскую империю VIII—XIII веков, которая охватывала нынешнюю территорию Индонезии, Малайзии и юга Таиланда. Хореография и танцевальные костюмы основаны на изображениях артефактов периода Шривиджайя. Музыкальная мелодия написана в яванском стиле. Танцевальные движения, позы и позиции основаны на классическом яванском танце[6].